# Asedio del Alcázar de Toledo
El asedio del alcázar de Toledo fue una batalla de gran valor simbólico que ocurrió en los comienzos de la guerra civil española. En ella se enfrentaron fuerzas gubernamentales compuestas fundamentalmente por milicianos del Frente Popular y guardias de asalto contra las fuerzas sublevadas de la guarnición de Toledo, reforzadas por la Guardia Civil de la provincia y un centenar de civiles militarizados sublevados contra el Gobierno de la República. Los sublevados se refugiaron en el alcázar de Toledo, entonces Academia de Infantería, Caballería e Intendencia, acompañados de sus familias. Las fuerzas republicanas empezaron el asedio sobre el fortín de los sublevados el 21 de julio de 1936 y no lo levantarían hasta el 27 de septiembre, tras la llegada del Ejército de África al mando del general José Enrique Varela, haciendo el general Francisco Franco su entrada en la ciudad al día siguiente. El día 30 se hacía público el nombramiento del general Franco como Generalísimo y Jefe del Gobierno del Estado.

## Precedentes
La conspiración militar para desencadenar un «golpe de fuerza» que derribara al gobierno republicano se puso en marcha días después de formarse el gobierno de Azaña el 19 de febrero de 1936, en efecto, ya el 8 de marzo tuvo lugar en la casa de Madrid de un agente de bolsa militante de la CEDA una reunión de varios generales, el principal de ellos Emilio Mola, en la que acordaron organizar un «alzamiento militar» que derribara al gobierno del Frente Popular recién constituido.
El general Gonzalo Queipo de Llano (jefe de los carabineros), que estaba organizando otra conspiración golpista por su cuenta, visitó al general Mola y ambos decidieron colaborar. La coordinación de la conspiración pasó entonces al general Mola quien adoptó el nombre clave de «el Director». El complot se apoyaba fundamentalmente en los militares "africanistas" y en los miembros de la clandestina Unión Militar Española,  y consistía en un levantamiento escalonado de todas las guarniciones comprometidas, que implantarían el estado de guerra en sus demarcaciones, comenzando por el Ejército de África.
A principios de julio de 1936 la preparación del golpe militar estaba casi terminada, aunque el general Mola con la fecha del pronunciamiento fijada entre los días 10 al 20 de julio. El asesinato del teniente y miembro de la UMRA, José del Castillo Sáenz de Tejada, el 12 julio, y el posterior de José Calvo Sotelo,  jefe parlamentario de los monárquicos, aceleró el estallido ya que Mola decidió aprovechar y adelantó la fecha de la sublevación que quedó fijada para los días 18 y 19 de julio de 1936.
Sin embargo, ya el 17 de julio, los oficiales de la guarnición de Melilla, al saber que la conspiración estaba por ser descubierta, se adelantaron y declararon el estado de guerra en Melilla. Ocuparon todos los edificios públicos e impusieron la ley marcial. Una vez que Melilla estuvo asegurada por los golpistas, el coronel Juan Seguí Almuzara, uno de los sublevados, se puso en contacto con los encargados de la conspiración militar en Tetuán (entonces capital del Protectorado español de Marruecos) y Ceuta. Los sublevados se hicieron con el control de ambas ciudades y al atardecer del 18 de julio terminó la última resistencia republicana en el Protectorado. 
Los militares sublevados no consiguieron alcanzar su objetivo principal de apoderarse del punto neurálgico del poder, Madrid, ni de las grandes ciudades, pero dominaban cerca de la mitad del territorio español, ya que controlaban prácticamente el tercio norte peninsular y las ciudades de Andalucía.
Las fuerzas republicanas, por su parte, consiguen sofocar el alzamiento en más de la mitad de España, incluyendo todas las zonas industrializadas, gracias en parte a la participación de las milicias recién armadas de socialistas, comunistas y anarquistas, así como a la lealtad de la mayor parte de la Guardia de Asalto y, en el caso de Barcelona, de la Guardia Civil. El gobernador militar de Cartagena, Toribio Martínez Cabrera, era simpatizante del Frente Popular y la marinería también era contraria al golpe militar, lo que unido a los tumultos populares de los días 19 y 20 hicieron fracasar el movimiento golpista en la base naval de Cartagena y el resto de la provincia de Murcia.
La zona fiel a la República ocupó la mitad este de la Península: la parte oriental de Aragón (menos las tres capitales), Cataluña, Valencia, Murcia, Andalucía oriental (menos la ciudad de Granada), Madrid, Castilla la Nueva y La Mancha. En el oeste los leales controlaban las provincias de Badajoz y de Huelva.
Así pues, el levantamiento tuvo éxito en unos sitios y fracasó en otros, por lo que España quedó dividida en dos zonas: una controlada por los militares que se habían alzado contra la República y otra que permaneció fiel al gobierno.
Con el fracaso del golpe militar, da comienzo la guerra civil española.

### Toledo
Durante el 19 y el 20 de julio, el Ministerio de Guerra del Gobierno republicano hizo varios intentos para obtener munición en la Fábrica de Armas de Toledo; ante cada requerimiento el coronel José Moscardó Ituarte,  Director de la Escuela Militar de Gimnasia y oficial más caracterizado de la plaza, rehusaba la entrega. Finalmente se sublevó el martes 21 de julio y proclamó el estado de guerra controlando rápidamente la ciudad. Al día siguiente una columna leal procedente de Madrid al mando del general Riquelme llegó a Toledo y obligó a los militares sublevados a encerrarse en el edificio del Alcázar de Toledo, sede de la Academia de Infantería.

## Fuerzas enfrentadas

### Fuerzas republicanas
Las fuerzas republicanas asentadas en Toledo consistían aproximadamente en 5000 milicianos de la CNT-FAI y la UGT, además de Guardias de Asalto. Tenían varias piezas de artillería, unos pocos vehículos blindados y dos o tres tanquetas. Las Fuerzas Aéreas de la República realizaron tareas de reconocimiento, apoyados por la artillería y bombardearon el alcázar en 35 ocasiones.

### Fuerzas sublevadas
Los defensores del alcázar eran 690 hombres de la Guardia Civil, ocho cadetes de la Academia de Infantería, uno de la de Artillería y 110 civiles. Las armas de las que disponían eran según el relato de Moscardó:
- Se contaba con el armamento de la Guardia Civil, Academia, Escuela de Gimnasia y Guardias de Asalto y Seguridad;
- 800 000 cartuchos de fusil y ametralladora (procedentes de las Fábricas de Armas);
- 1200 fusiles Mauser y mosquetones;
- 200 petardos pequeños de trilita;
- 50 granadas rompedoras de 7 cm;
- 50 granadas de mortero Valero de 51 cm;
- 50 disparos de rompedora;
- 13 ametralladoras Hotchkiss de 7 mm;
- 13 fusiles ametralladores, de la misma marca y calibre, todo en uso por los alumnos en sus prácticas;
- 4 cajas (200 granadas) de granadas de mano ofensivas Lafitte modelo 1921;
- 2 piezas de montaña de 7 cm;
- 1 explosivo eléctrico;
- 1 mortero de 50 mm;
- 1 caja (25 granadas) de granadas de mano incendiarias. Pero los oficiales y la Guardia Civil habían logrado traer munición abundante.[4]

Aproximadamente 670 civiles (500 mujeres y 50 niños) vivieron en el alcázar durante el asedio. La mayoría de estos eran familiares de los miembros de la Guardia Civil. Las mujeres no participaron en la defensa del alcázar, por su seguridad no se les permitía ni siquiera cocinar o curar a enfermos y heridos. Sin embargo, su presencia en el alcázar elevó el valor de los hombres para continuar en la defensa. Los civiles que se encontraban dentro del alcázar estuvieron a salvo de los ataques de las tropas gubernamentales, excepción hecha de los rehenes que los sitiados habían llevado con ellos o habían apresado en sus salidas del alcázar. Las cinco muertes de civiles afines a los sublevados que hubo fueron por causas naturales. Hubo dos nacimientos durante el sitio.

### Simbolismo
En la tradición historiográfica española, la ciudad de Toledo era considerada la cuna de España, por haber sido una de las residencias de los soberanos visigodos y sede de los concilios del reino. En ella, el alcázar, castillo de la época musulmana pero que ocupaba el sitio del antiguo pretorio romano, tenía un especial valor simbólico. Había sido la residencia temporal de la monarquía castellana después de la reconquista de Toledo.
Si bien el alcázar fue abandonado como palacio por Felipe II, nunca dejó de ser un emblema de la ciudad. En 1850 fue convertido en Academia Militar, bajo el nombre de Colegio de Infantería. Después de un incendio en 1886, algunas de sus partes fueron reforzadas con acero y vigas de hormigón.
Durante la Guerra Civil, su posesión se convirtió en un elemento clave para la propaganda; el fracaso en su toma, fue un duro golpe para el bando republicano y una victoria moral para el bando sublevado.

## Cronología del asedio

### 21 de julio de 1936

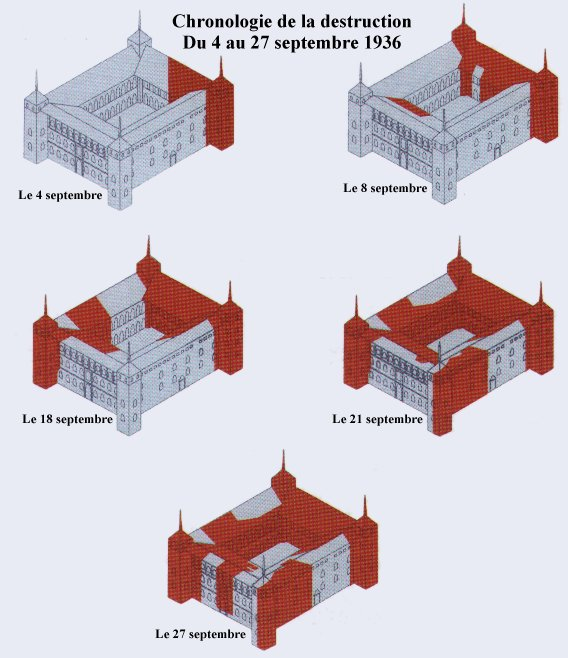
Esquema de la destrucción del Alcázar de Toledo por la artillería republicana.

La máxima autoridad militar en Toledo, por ausencia de su titular, era el coronel José Moscardó, director de la Escuela Central de Gimnasia desde 1931. Aunque estaba al tanto de la conspiración no estaba comprometido con ella, pero cuando el gobierno de Madrid le instó a que enviara armas y municiones de la Fábrica de Armas desobedeció la orden. A las 7 de la mañana del 21 de julio proclamó el estado de guerra en el patio de armas del Alcázar, sede de la Academia de Infantería, Caballería e Intendencia. Allí estableció la Comandancia Militar.
Moscardó nombró a un nuevo gobernador civil, el notario Justo del Pozo Iglesias, pues el anterior, Manuel María González López, se refugió en el Alcázar con su familia. Los sublevados distribuyeron fuerzas por la ciudad: Hospital de Tavera, Fábrica de Armas, Convento de los Carmelitas Descalzos, bancos, Ayuntamiento, Catedral, Plaza de Zocodover, Correos, Teléfonos, Matadero, Cuartel de Asalto (Plaza de Padilla), Prisión Provincial, puertas de la muralla y puentes sobre el Tajo. Los guardias civiles llenaron camiones de munición en la Fábrica de Armas con destino al Alcázar. El Ministerio de la Guerra ordenó el bombardeo aéreo de los sublevados; a las 18 horas, el último de los camiones fue alcanzado de lleno cuando estaba llegando a su destino.
Las tropas republicanas enviadas de Madrid, avanzadillas de la columna del general Riquelme, primero llegaron al Hospital de Tavera, donde fueron rechazadas por las fuerzas al mando del comandante Ricardo Villalba Rubio profesor de la Escuela Central de Gimnasia y sobrino del general José Riquelme López-Bago. Dicho comandante ostentaba, desde las 18:00 horas de la tarde del día 17 de julio, el mando de tres capitanes, cuatro tenientes, un alférez, cuatro sargentos y 32 de tropa, guarnición que fue reforzada por un destacamento de la Guardia Civil con 40 hombres y dos oficiales. Al amparo de estas fuerzas se acogieron mujeres, niños, algunos huérfanos, hombres enfermos, las hermanas de la Caridad del Hospital y el capellán del mismo: en total 60 personas no combatientes. Estratégicamente, la posición defendida por dicho comandante era imprescindible para que la Guardia civil, que se encontraba en la fábrica de Armas, pudiera subir la munición al reducto del Alcázar. Los defensores del Hospital de Afuera recibieron a las tropas del general Riquelme con fuego de ametralladora, rechazándolos. Poco después, uno de los carros de combate que acompañaban a la columna atacante se lanzó al asalto del hospital y el comandante Villalba, junto con el capitán Badenas, salieron del Hospital y lanzaron cargas explosivas que inutilizan el vehículo.
Parada la ofensiva, el comandante Villalba ordenó la retirada al Alcázar que se hizo de forma ordenada y sin perder un solo elemento bajo sus órdenes. Tras el fracaso ante el Hospital de Tavera, la fuerza del general Riquelme se dirigió a la fábrica de armas. Un destacamento de 200 guardias civiles estacionado en la Fábrica de Armas empezó a negociar con los republicanos. Durante estas conversaciones, la Guardia Civil envió carros cargados con la munición de la fábrica al Alcázar antes de evacuar y destruir la fábrica. Riquelme telefoneó esa noche al sublevado Moscardó conminándole a rendirse.
Por orden de Moscardó los sublevados se encerraron en el Alcázar. Allí se atrincheraron unos 1000 guardias civiles y falangistas —100 jefes y oficiales, unos 800 guardias civiles concentrados en la capital por orden de su jefe el teniente coronel Pedro Romero Basart, unos 150 soldados, y unos 200 civiles, en su mayoría falangistas— a los que acompañaban unos 600 no combatientes, principalmente las mujeres y los hijos de los guardias civiles, además de unos cincuenta republicanos que habían tomado como rehenes ―entre ellos se encontraba el gobernador civil republicano de Toledo Manuel María González López que después se descubrió que había entrado voluntariamente y que estaba en connivencia con los sublevados―. La historia oficial franquista del asedio no mencionó el hecho de que Moscardó se había encerrado en el Alcázar llevándose rehenes consigo, algo reconocido por el propio Moscardó tras la liberación del Alcázar ―tomamos «varios izquierdistas como rehenes», escribió― y recogido en El Alcázar, el diario de la fortaleza tirado en multicopista, en el que se menciona en varias ocasiones al «jefe de vigilancia de los prisioneros». Por otro lado, solo había siete cadetes de la Academia —nueve, según Alberto Reig Tapia— porque era verano y todos estaban de vacaciones. Sin embargo, la propaganda franquista se refirió a menudo a la valentía de los cadetes y se llegó a publicar un libro titulado Les Cadets de l'Alcazar, de Massis y Brasillach.

### 22 de julio-13 de agosto de 1936

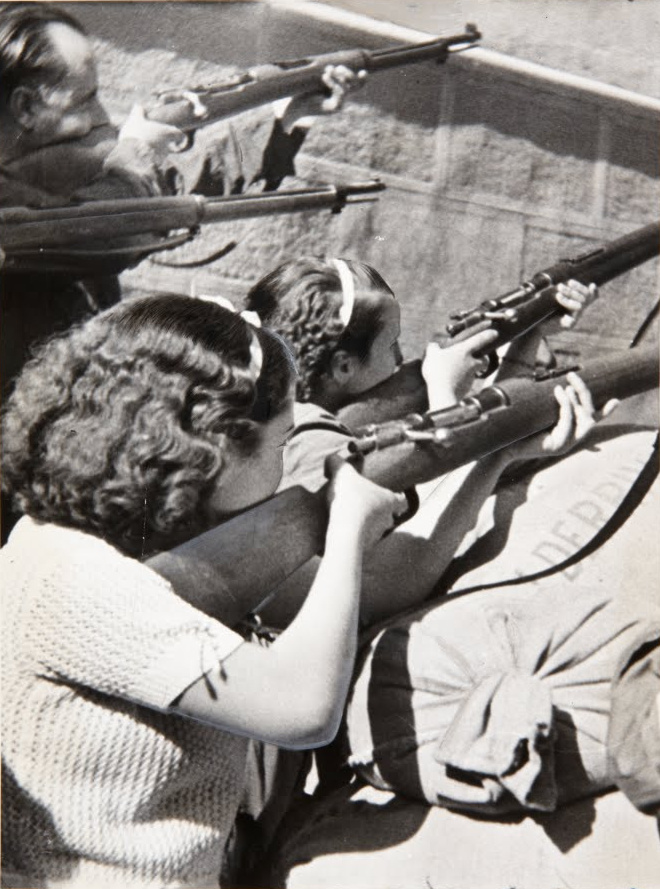
Milicianas republicanas durante el asedio del Alcázar de Toledo durante la guerra civil española.

El 22 de julio está ya en Toledo la columna madrileña: dos compañías de infantería, guardias de asalto, una batería de 105 mm y un número indeterminado de milicianos anarquistas de las «Águilas Libertarias»; además, una compañía de ametralladoras del Regimiento León n.º 2 y milicianos del Colegio de Abogados de Madrid, lo que hace un total aproximado de 2500 hombres, frente a los 1250 del Alcázar, en su mayoría profesionales de la milicia. Controlaban la mayor parte de Toledo hacia las 20 horas, y comenzó a organizarse el cerco en torno al alcázar. Esa noche el ministro de Instrucción Pública, Francisco Barnés, volvió a apelar a Moscardó, para que se rindiese.
Según el Diario de Operaciones que Moscardó tenía llevar como comandante de una plaza sitiada, en la mañana del 23 de julio recibió la llamada del jefe de las milicias de Toledo quien le conminaba a rendirse advirtiéndole que de no hacerlo así, su hijo Luis, quien había sido detenido, sería fusilado. Este es el texto que consta en el Diario de Operaciones del Alcázar redactado en tercera persona, por lo que probablemente lo escribió un ayudante:

A las diez horas, el jefe de las milicias llamó al Comandante militar, notificándole que tenía en su poder un hijo suyo y que le mandaría fusilar si antes de diez minutos no nos rendíamos, y para que viese era verdad, se ponía el hijo al aparato, el cual, con gran tranquilidad, dijo a su padre que no ocurría nada, cambiándose entre padre e hijo frases de despedida de un gran patriotismo y fervor religioso. Al ponerse al habla el Comandante Militar con el jefe de las milicias, le dijo que podía ahorrarse los diez minutos de plazo que le había dado para el fusilamiento de su hijo, ya que de ninguna manera se rendiría el Alcázar.

Esta llamada dio origen a la «leyenda del Alcázar de Toledo» pues Moscardó no se rindió —pero su hijo no fue fusilado ese día a pesar de que la propaganda franquista dijo que había sido ejecutado en el acto, sino que murió treinta y un días más tarde, el 23 de agosto, víctima de una saca junto a otros presos como represalia por un bombardeo de la aviación franquista—. Por otra parte, el presidente de la Diputación hizo todo lo posible por proteger a la esposa y al hijo menor de Moscardó, Carmelo, durante los meses del Toledo revolucionario.
El 24 de julio los sitiados realizaron una salida para conseguir alimentos. Posiblemente bajo la influencia de las amenazas efectuadas contra Luis Moscardó efectivos de la guardia civil asesinaron al teniente de alcalde del Ayuntamiento de Toledo, el exdiputado, periodista y líder histórico de la UGT-PSOE Domingo Alonso Jimeno, que se resistió a sus captores y fue muerto en plena calle, cerca de su vivienda de la calle de la Sierpe, mientras veía cómo arrastraban a su mujer y a su hija al alcázar. Tales detenciones no fueron del agrado del coronel Moscardó, tal y como dejó escrito en una de las cartas a su mujer: "Ayer en una salida que se intentó hacer para requisar víveres, la Guardia Civil tuvo la malhadada ocurrencia de detener a la familia del Concejal Domingo Alonso y traerlos detenidos en rehenes. Me desagradó hasta el extremo, pues creerán que la salida fue únicamente para cogerlos como garantía y yo no soy capaz de hacer eso, es más, me repugna y de buena gana los soltaba; aquí están bien cuidados y atendidos en lo que cabe, por lo menos igual que las familias de los Guardias."
En las Cartas a su mujer, el coronel Moscardó confiesa pasar por varios episodios depresivos, que él llama «blandura»; varias veces confiesa a su esposa que no se suicidará, y surgen por doquier reflexiones religiosas, pues la rutina diaria de las familias católicas no se alteró durante el asedio en el interior de la fortaleza. La capacidad de mando de Moscardó, unánimemente refrendada por sus apologistas, es puesta en duda por algunos historiadores, que sostienen que el verdadero artífice de la defensa del alcázar fue el teniente coronel de la Guardia Civil Pedro Romero Basart. Sin embargo, ninguno de los diarios publicados (algunos muchos años después de la muerte de Moscardó) por quienes participaron en la defensa del alcázar, es decir, por quienes fueron testigos presenciales y protagonistas de los hechos, pone en duda el papel de liderazgo que jugó en la defensa. 
El 25 de julio, ante la imposibilidad de comunicarse por radio por falta de electricidad, el capitán Luis Alba Navas salió del alcázar con la intención de enlazar con las tropas del general Mola —llevaba la documentación de uno de los rehenes retenidos en el Alcázar—. Quería hacerles ver que la rendición del Alcázar difundida por Unión Radio de Madrid ese día era completamente falsa. Para pasar inadvertido se vistió con un mono azul de miliciano. En las proximidades de Torrijos fue reconocido por un antiguo soldado que había estado a sus órdenes; lo apresaron y fue fusilado cerca de Burujón.
A Riquelme le sucede en el mando de la plaza el teniente coronel de infantería Francisco del Rosal, y a este el comandante Ulibarri a finales de julio. El gobierno de la República trasladó a Toledo piezas de artillería de gran calibre. Se confiaba entonces en un pronto desenlace, pues la situación en el Alcázar era dramática: los alimentos escaseaban, el agua estaba racionada y la moral estaba muy baja. Se producían suicidios y deserciones (en la segunda semana de agosto ya habían huido de la fortaleza 23 personas para unirse a las filas republicanas). La moral se intentaba mantener con la publicación de un periódico mimeografiado, El Alcázar, a cargo del dirigente del Partido Radical Amadeo Roig.

### 14 de agosto-8 de septiembre de 1936
A mediados del mes de agosto los sitiadores estrecharon el cerco con alambre de espino, sacos terreros y reflectores que iluminaban el Alcázar para impedir las incursiones de los sitiados.
El 14 de agosto, los republicanos cambiaron de táctica después de constatar que las defensas de la zona norte del alcázar habían sido notablemente reducidas. Durante las cinco semanas siguientes, los republicanos atacaron once veces la casa del Gobierno Militar, pero fueron repelidos en cada uno de ellos. Si hubieran capturado la casa del gobernador militar, habrían podido ubicar en masa a un gran número de tropas a sólo 40 metros del alcázar. No obstante, la mayoría de los milicianos carecía de instrucción militar y desperdiciaban municiones disparando vanamente fusiles y artillería ligera contra los gruesos muros del alcázar. En tanto el Alcázar era una fortaleza excavada en roca, un ataque terrestre eficaz debía basarse en la artillería pesada y en explosivos.
El 20 de agosto el comandante Víctor Martínez Simancas funda hoja informativa del Alcázar, que ayudara a mantener la moral y el espíritu de combate de los encerrados tras los muros de la fortaleza y que posteriormente se convertirá en el diario de tirada nacional El Alcázar. La hoja informativa, elaborada por los asediados como hoja informativa diaria en la que recogían los hechos acaecidos, aderezados de diversos comentarios, informaciones y consignas, fue vital para mantener alta la moral y la buena organización en el interior de la fortaleza.
El 22 de agosto un avión del bando sublevado dejó caer en el patio del Alcázar un gran paquete con víveres, un código de señales para poder comunicarse con la aviación propia y dos mensajes del general Franco, jefe del Ejército de África que avanzaba desde Extremadura en dirección a Madrid:

¡Un abrazo de este Ejército a los bravos defensores del Alcázar!
Nos acercamos a vosotros vamos a socorreros, mientras resistir (sic) para ello os llevaremos pequeños auxilios.
Vencidas todas las dificultades avanzan nuestras columnas destruyendo resistencias.
¡Viva España! ¡Vivan los bravos defensores del Alcázar!
A los bravos defensores del Alcázar
Nos enteramos de vuestra heroica resistencia y os llevamos un adelanto del auxilio que os vamos a prestar.
Pronto llegaremos a esa, mientras resistir (sic) a toda costa que os iremos llevando los pequeños socorros que podamos.
¡Viva España!

### 9 de septiembre-18 de septiembre de 1936

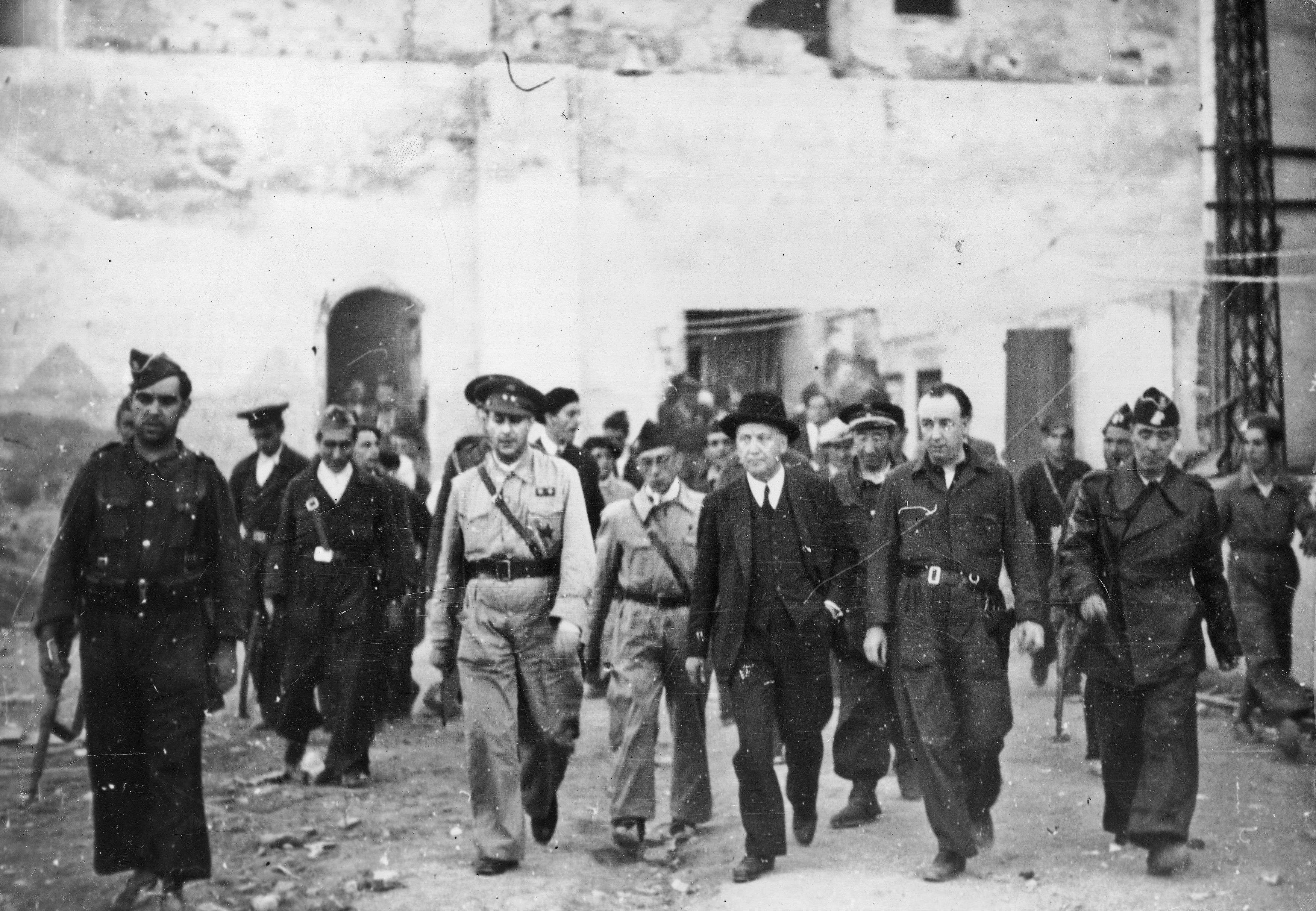
Francisco Largo Caballero visita el asedio del Alcázar, acompañado de oficiales y milicianos. El presidente del gobierno republicano intentó hasta en tres ocasiones que Moscardó dejara salir a las mujeres y a los niños pero este se negó para no «debilitar su posición», según el propio Largo Caballero.

El gobierno de la República se planteó intentar que Moscardó, si no accedía a rendirse, al menos permitiera que salieran las mujeres y los niños. Para eso enviará al Alcázar a tres emisarios a parlamentar con Moscardó. Un despacho de prensa de Madrid del 9 de septiembre daba cuenta de la noticia: «Los ministros reunidos en consejo han decidido dar tiempo a las mujeres y a los niños refugiados en el Alcázar para abandonar el edificio antes del asalto final».
El primero fue el comandante Vicente Rojo, quien conocía personalmente el coronel Moscardó.[cita requerida] Entró en el Alcázar el 9 de septiembre pero no consiguió su objetivo. Así lo reflejó en el 'Diario de Operaciones de Moscardó el 11 de septiembre: «De diecinueve horas a diecinueve quince, pide el comandante Rojo hablar con el coronel sobre la evacuación de mujeres y niños, contestándole negativamente». El comandante Rojo al salir del Alcázar declaró «que los rebeldes se negaban a rendirse y persistían en mantener su decisión de retener en el Alcázar a las mujeres y a los niños». Según la historiografía profanquista fueron las propias mujeres las que se negaron a abandonar el Alcázar e incluso mostraron su disposición a empuñar las armas. Por otro lado, al parecer el coronel Moscardó pidió a Rojo un sacerdote para bautizar a dos niños recién nacidos durante el asedio y también para decir una misa.
El segundo intento se produjo el día 11 de septiembre. Esta vez fue el canónigo Vázquez Camarasa quien se entrevistó con el coronel Moscardó para que dejara salir a las mujeres y a los niños. El mismo Moscardó relató de lo que hablaron: «Dijo que no comprendía por qué las mujeres y los inocentes niños, ajenos a toda culpa, tenían que soportar los riesgos y privaciones del asedio, y al comprender claramente su intención de atacar mi conciencia por este hecho y ver si así podía poner en libertad a mujeres y niños (objetivo que le llevaba, como misión principal, al Alcázar...)». La respuesta fue de nuevo negativa. La historiografía profranquista tildó al canónigo Vázquez Camarasa de izquierdista y resaltó que murió exiliado en Burdeos, Francia, en 1946.

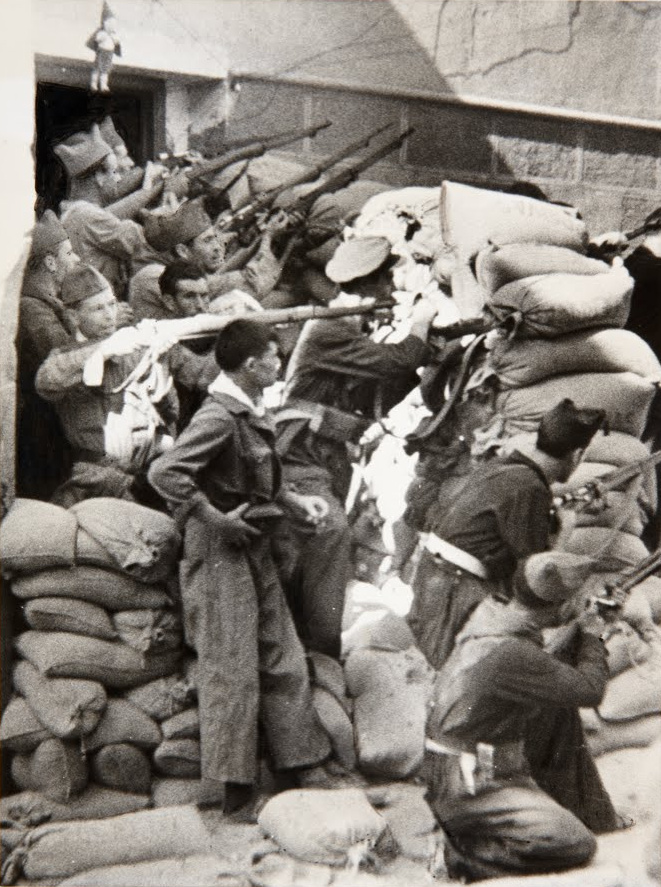
Milicianos en el asedio del Alcázar de Toledo.

El tercero fue el del embajador chileno en España, Aurelio Núñez Morgado, quien el 13 de septiembre volvió a intentar que el coronel Moscardó dejara que salieran del Alcázar las mujeres y los niños asegurándole que quedarían bajo protección diplomática. Iba acompañado por el encargado de negocios de Rumanía, el encargado de negocios de Argentina y el secretario general del cuerpo diplomático. Pero el coronel se negó a recibirlo y negociar su liberación —El Alcázar no informó de la visita del embajador chileno. «Es más que probable que Moscardó no deseara que las personas encerradas en la fortaleza supiesen que había una última oportunidad para evacuar a las mujeres y a los niños», puntualiza Herbert R. Southworth—. El coronel Moscardó envió a su ayudante de campo para saludar al embajador por un altavoz y para decirle que le prestarían atención sólo si el mensaje se cursaba «a través del Gobierno Nacional de Burgos». El periódico Le Temps publicó que el embajador chileno había ofrecido «al señor Largo Caballero... la mediación del cuerpo diplomático extranjero, con el fin de salvar a las mujeres, los niños y los ancianos que aún siguen en el Alcázar de Toledo». Por otro lado, el comité de milicias de Toledo le rogó al embajador chileno que pidiera también la liberación de los rehenes, pero este les recriminó su postura «egoísta» y les dijo que eso excedía la finalidad de su «misión humanitaria». Según relató Ilia Ehrenburg en el cuartel general de las milicias de Toledo había treinta y ocho fotografías de mujeres y de niños recluidos en el Alcázar.
Los tres intentos habían sido una apuesta personal del presidente del gobierno republicano Francisco Largo Caballero quien tras los dos últimos fracasos escribió lo siguiente:

Un sacerdote, el padre Camarasa, enviado por mí, penetró en el Alcázar para tratar de convencer a Moscardó a que cesara en la resistencia, o, por lo menos, accediera a evacuar a las mujeres y a los niños; pero Moscardó, comprendiendo que si accedía a esta propuesta debilitaba su posición, se negó. El embajador de Chile, decano del cuerpo diplomático, solicitó mi autorización para hablar con altavoces al coronel y aconsejarle que salieran las mujeres y los niños, pero recibió del jefe de los facciosos la misma negativa.

Fracasados los tres intentos se resolvió el dilema que había atenazado desde hacía semanas a las fuerzas republicanas. Querían volar la fortaleza si no había otro medio para tomarla, pero querían hacerlo evacuando antes a las mujeres y a los niños. Como esto ya no era posible se procedió a detonar la mina colocada bajo del Alcázar. Esto sucedió el 18 de septiembre, cinco días después del fracaso del último intento. La explosión causó escasos daños, pero la prensa profranquista denunció a los republicanos de no tener «piedad ni compasión por las mujeres y los niños», según el Daily Mail. Este diario decía a continuación: «Con la guarnición, que en parte sigue resistiendo valerosamente, había allí cuatrocientas mujeres y niños... Las ruinas del Alcázar no serán inútiles. La memoria de las mujeres, de los niños y los cadetes que murieron heroicamente dará vigor a los patriotas». En realidad ninguna mujer ni ningún niño resultó herido, tampoco ninguno de los siete cadetes que había en el Alcázar.
La mina había sido colocada por mineros procedentes de Asturias. La orden de la detonación la dio personalmente el presidente Francisco Largo Caballero, quien  presenció la voladura desde un observatorio, junto a otras autoridades del  Frente Popular. Quedó destruida completamente la torre sudoeste del edificio, matando a dos defensores que se encontraban en ella.
Aproximadamente diez minutos después de la explosión, los milicianos lanzaron cuatro ataques contra el Alcázar. Los ataques fracasaron pero los republicanos prosiguieron con bombardeos de artillería durante la noche y durante todo el día siguiente. En realidad, los escombros de la torre sudoeste fueron un obstáculo para los atacantes, pues sirvieron como parapeto para que los sitiados se escondieran entre las ruinas e hicieran fuego desde ellas.

### 19 de septiembre-25 de septiembre de 1936
El bombardeo de los edificios periféricos dio buen resultado pues la comunicación entre ellos y el alcázar llegó a ser imposible. La retirada de los edificios fue ordenada la noche del 21 de septiembre día en que los sublevados habían tomado Maqueda, la guarnición fue utilizada para defender lo que quedaba del alcázar. Los republicanos atacaron los edificios periféricos la mañana del 22 de septiembre, pero el progreso fue muy lento porque desconocían que los edificios habían sido abandonados. Ese mismo día, tropas sublevadas del Ejército del Sur llegaban a seis kilómetros al oeste de Toledo, lo cual motivó que las milicias republicanas se esforzaran en tomar el Alcázar lo antes posible.
A las 5 de la mañana del 23 de septiembre, los republicanos asaltaron las brechas del norte del alcázar y sorprendieron a los defensores lanzando granadas y dinamita. Los sublevados fueron forzados a retirarse al patio del alcázar pero contraatacaron para hacer retroceder el asalto. Un nuevo asalto al alcázar se intentó por la mañana; esta vez un tanque condujo la carga. Tres cuartos de hora después de que los soldados republicanos hubiesen atacado las brechas el ataque se había paralizado.

## La liberación (26-27 de septiembre de 1936)

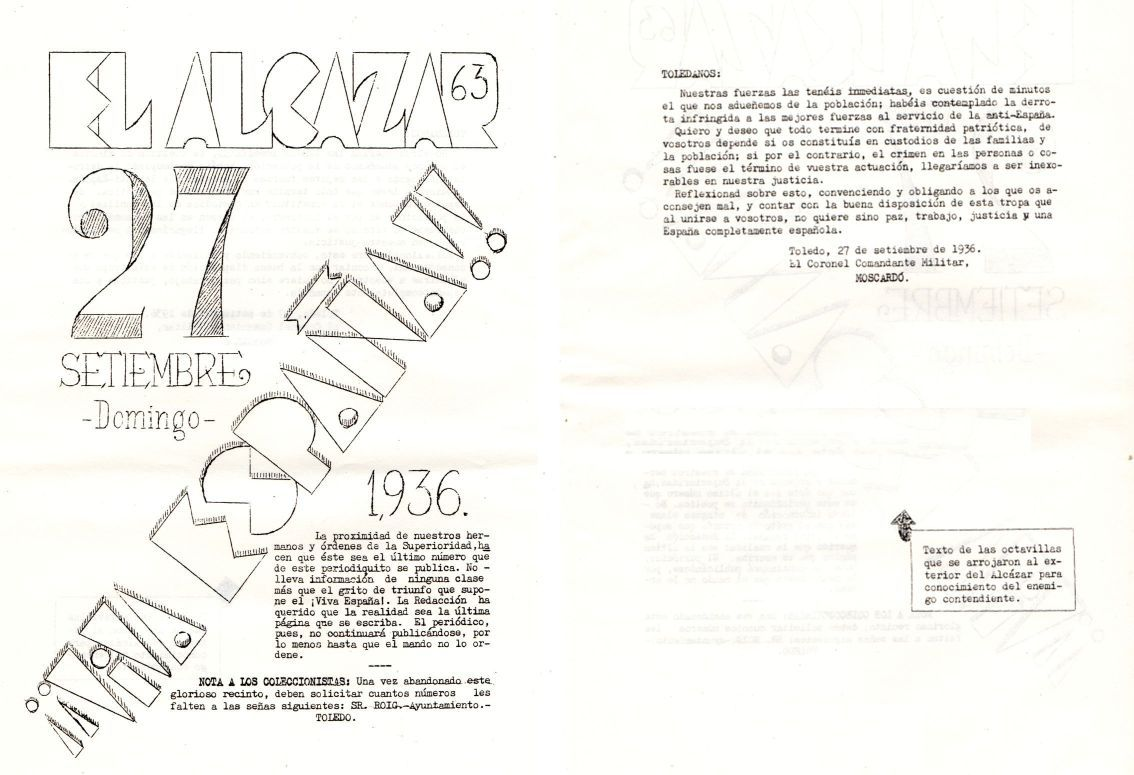
Último número del diario mimeografiado 'El Alcázar' editado durante el asedio. Lo acompaña la reproducción de las octavillas que se lanzaron al exterior del Alcázar el 27 de septiembre "para conocimiento del enemigo contendiente". TOLEDANOS: Nuestras fuerzas las tenéis inmediatas, es cuestión de minutos el que nos adueñemos de la población; habéis contemplado la derrota infringida a las mejores fuerzas al servicio de la anti-España. Quiero y deseo que todo termine con fraternidad patriótica, de vosotros depende si os constituís en custodios de las familias y la población; si por el contrario, el crimen en las personas o cosas fuese el término de vuestra actuación, llegaríamos a ser inexorables en nuestra justicia. Reflexionad sobre esto, convenciendo y obligando a los que os aconsejen mal, y contra la buena disposición de esta tropa que al unirse a vosotros, no quiere sino paz, trabajo, justicia y una España completamente española. Toledo, 27 de septiembre de 1936. El Coronel Comandante Militar. MOSCARDÓ.

El 21 de septiembre las columnas del teniente coronel Juan Yagüe que avanzaban desde Talavera de la Reina hacia Madrid tomaron Maqueda, localidad toledana en la que la carretera se bifurcaba hacia el noreste en dirección a la capital de España y hacia el sudoeste en dirección a Toledo. En ese momento el general Franco, jefe del Ejército de África, decidió parar el avance hacia Madrid, lo que dio tiempo a los republicanos para reforzar sus defensas, y desviarse hacia Toledo, donde desde hacía dos meses resistían en el Alcázar sitiado por las milicias republicanas unos 1000 guardias civiles y falangistas bajo las órdenes del coronel José Moscardó a los que acompañaban unos 600 no combatientes, principalmente sus mujeres y sus hijos, además de unos cincuenta republicanos que habían tomado como rehenes. Así la resistencia de los sitiados en el Alcázar se había convertido en «símbolo del heroísmo de los rebeldes», en palabras de Paul Preston, y el general Franco quiso aprovecharlo políticamente ―ese mismo día 21 de septiembre fue nombrado por los generales sublevados Generalísimo de todos ellos―. Con posterioridad, Franco reconoció a un periodista portugués: «Cometimos un error militar y lo cometimos deliberadamente». Como resultado de su decisión, las operaciones bélicas hacia Madrid se detuvieron desde el 21 de septiembre (toma de Maqueda) hasta el 7 de octubre cuando las tropas de Varela toman Escalona.
Como Yagüe protestó (enfadado) contra la decisión de desviarse a Toledo, Franco lo sustituyó por el general Varela, que acababa de tomar la localidad malagueña de Ronda el 18 de septiembre. Las columnas, ahora al mando del general Varela, llegaron a Toledo el 26 de septiembre. En sus barrios periféricos los regulares de ben Mizzian desataron una carnicería según el cronista jesuita Alberto Risco: «Con el aliento de la venganza de Dios sobre las puntas de sus machetes, persiguen, destrozan matan… Y embriagados ya con la sangre, la columna avanza». Al día siguiente ya habían alcanzado el centro de la ciudad «con paso exterminador», según Risco. La matanza fue tan grande que Yagüe llegó a afirmar: «Convertimos Toledo en la ciudad más blanca de España».
Algunas milicias opusieron resistencia a los sublevados en Toledo, pero la mayoría de los milicianos prefirió retirarse hacia Aranjuez temiendo ser atrapadas en un nuevo cerco ya que el 26 los rebeldes habían ocupado Bargas y Villamiel (cortando la carretera con Madrid), facilitando que las tropas de Varela dominaran por completo la ciudad de Toledo y enlazaran con los sitiados del Alcázar el 27 de septiembre de 1936, terminando así el asedio.

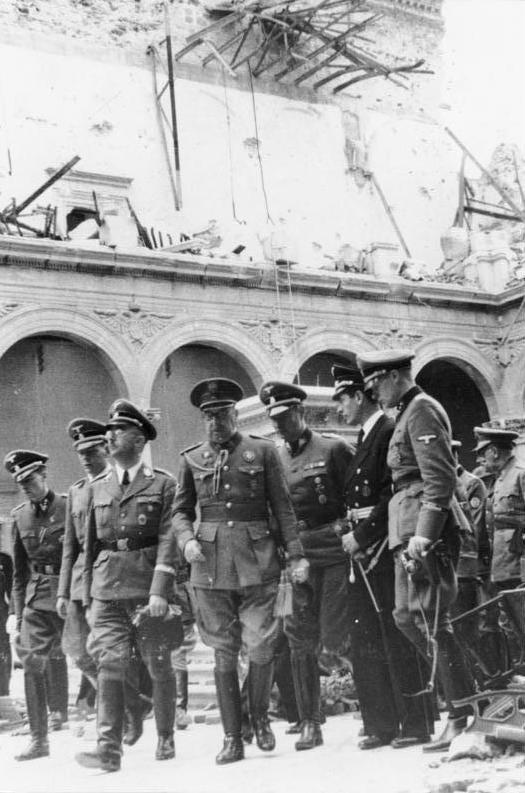
La visita de Heinrich Himmler a España en 1940 incluyó un recorrido por las ruinas del Alcázar de Toledo. Aquí aparece acompañado por el «héroe del Alcázar», el entonces ya general José Moscardó.

Cuando por fin los corresponsales extranjeros pudieron entrar en la ciudad de Toledo el día 29 de septiembre quedaron horrorizados por la cantidad de charcos de sangre que encontraron. Dos de ellos averiguaron que los doscientos heridos que se encontraban en el Hospital Tavera habían sido asesinados por los regulares al lanzarles granadas de mano o que las veinte mujeres que había en la maternidad se las habían llevado en un camión al cementerio municipal y las habían fusilado. También observaron que continuaban los registros casa por casa y que los detenidos eran fusilados en las plazas o en el cementerio donde fueron enterrados unos 800 en una fosa común. Un capellán de la legión, el padre jesuita Fernando Huidobro Polanco, escribió dos documentos dirigidos a «las autoridades militares» y al Cuerpo Jurídico Militar en los que denunciaba los excesos que se estaban cometiendo y se posicionaba en contra de «la guerra de exterminio». «Toda condenación en globo, sin discernir si hay inocentes o no en el montón de prisioneros, es hacer asesinatos, no actos de justicia… El rematar al que arroja las armas o se rinde, es siempre un acto criminal», escribió. Llegó a enviar una carta al general Franco en la que volvía a denunciar que «se fusila a los prisioneros por el mero hecho de ser milicianos, sin oírlos ni preguntarles nada». En otra carta dirigida al teniente coronel Carlos Díaz Varela, ayudante del general Franco, le recordó «que en Toledo se asesinó a los heridos de los hospitales». La carta concluía así: «Soy testigo de muchos crímenes, como lo somos todos, y no quisiera que el nuevo régimen naciese manchado de sangre». El padre Huidobro moriría en el frente madrileño el 11 de abril de 1937. En el mes de octubre serían fusiladas en Toledo 835 personas. El teniente coronel Hans von Funck, observador de la Wehrmacht y futuro agregado militar nazi en Salamanca, se mostró asimismo horrorizado: en un informe enviado a Berlín, desaconsejó el envío de soldados alemanes a España ante el temor de que la visión de tales atrocidades influyera negativamente en su moral.

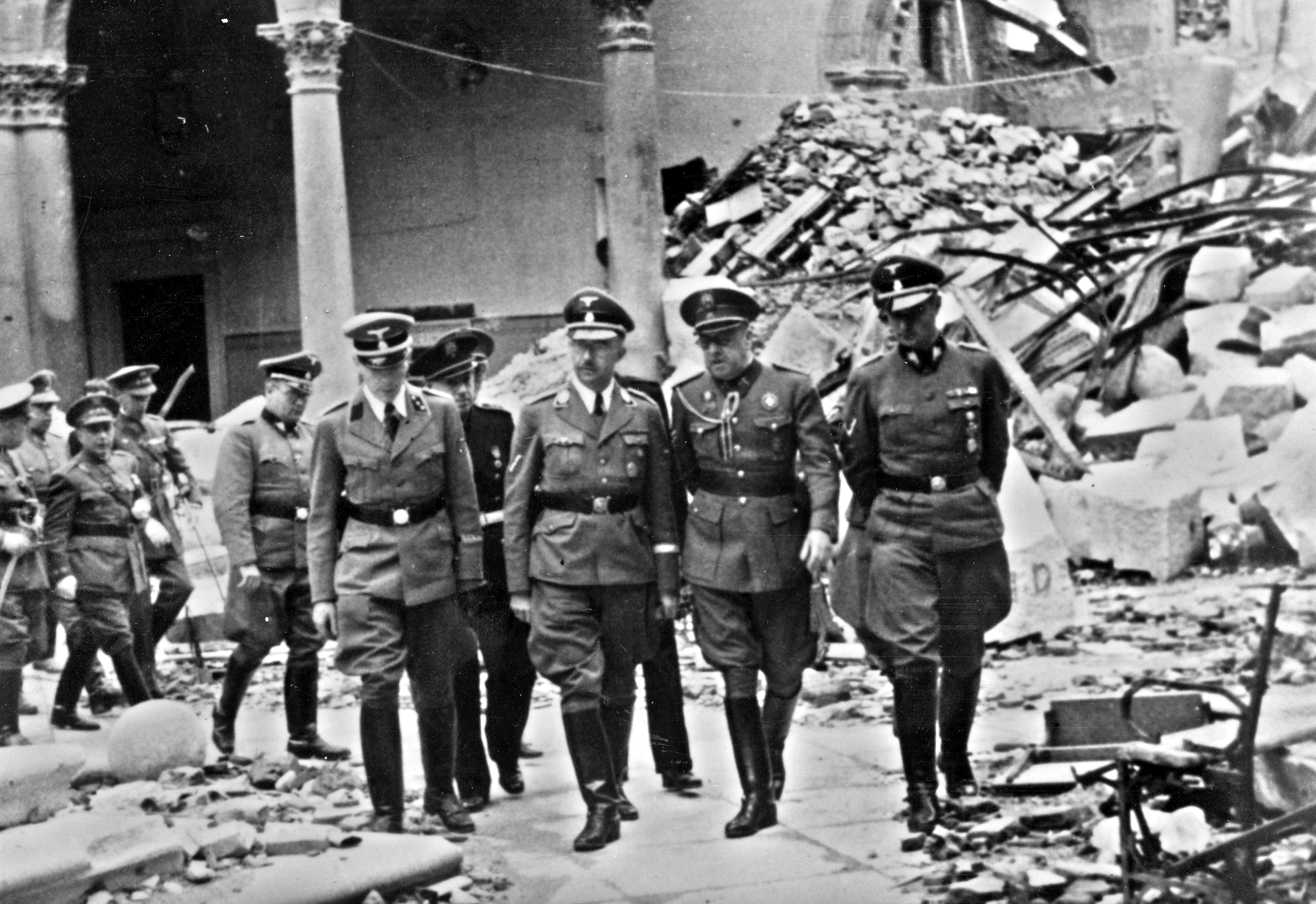
Otra imagen de la visita de Heinrich Himmler a España en 1940 recorriendo las ruinas del Alcázar junto con el entonces ya general Moscardó.

Según la historiadora británica Helen Graham, «Franco convirtió la liberación de Toledo en un valioso golpe de efecto, recreándolo para las cámaras de los noticiarios que proyectaron a los espectadores de las salas de cine de todo el mundo  imágenes del Generalísimo victorioso recorriendo los escombros. Toledo también era un lugar de enorme importancia simbólica para la derecha española. En época medieval había sido la primera ciudad de la península en manos de los musulmanes que reconquistaron las fuerzas cristianas. Este hecho confirió una resonancia añadida a la decisión de Franco de desviarse hacia allí, decisión claramente motivada por consideraciones políticas, pues cuesta apreciar su necesidad militar. En efecto, al retrasar el avance hacia Madrid, Franco concedió a la República el tiempo vital para organizar la defensa de la capital».
Aparte de una fábrica de armas, Toledo era una ciudad sin importancia militar para ninguno de los dos bandos. Las fuerzas rebeldes estaban aisladas, mal equipadas y sin condiciones para conducir una operación ofensiva. Aun así, los republicanos se obcecaron en conquistar el Alcázar con hombres, artillería y armas que podían haber sido usados para parar el avance de los sublevados en el frente extremeño. El Gobierno del Frente Popular pensaba que al estar la guarnición del Alcázar 70 km al sudoeste de Madrid y sin ayuda de otras fuerzas sublevadas, al conquistarlo sería una fácil propaganda victoriosa.

## La «leyenda del Alcázar de Toledo»

### El mito
La «leyenda del Alcázar de Toledo» se basa en la llamada que el coronel Moscardó habría recibido en la mañana del 23 de julio del jefe de los milicianos de Toledo quien le conminó a rendirse en un plazo de diez minutos advirtiéndole que de no hacerlo así, su hijo Luis, que estaba junto a él detenido, sería fusilado. La conversación que habrían mantenido habría sido la siguiente (el texto reproduce el que aparece en el mural de mármol, enmarcado por el escudo franquista, que se encuentra en el propio Alcázar convertido en museo del asedio, bajo el siguiente texto en mayúsculas "23 DE JULIO DE 1936. CONVERSACIÓN CELEBRADA POR TELÉFONO ENTRE EL ALCÁZAR DE TOLEDO Y LA DIPUTACIÓN PROVINCIAL, POR EL CORONEL D. JOSÉ MOSCARDÓ, SU HIJO LUIS Y EL JEFE DE MILICIAS"):

Jefe de milicias: Son Uds. responsables de los crímenes y de todo lo que está ocurriendo, y le doy un plazo de diez minutos para que rinda el Alcázar, y de no hacerlo fusilaré a su hijo Luis que le tengo aquí en mi poder.
Coronel Moscardó: ¡Lo creo!
Jefe de milicias: Y para que vea Vd. que es verdad, ahora se pone al aparato.
Luis Moscardó Guzmán: ¡Papá!
Coronel Moscardó: ¿Qué hay, hijo?
Luis Moscardó Guzmán: Nada, que dicen que me van a fusilar si no rindes el Alcázar.
Coronel Moscardó: Pues encomienda tu alma a Dios, da un grito de ¡Viva España! y muere como un patriota.
Luis Moscardó Guzmán: Un beso muy fuerte. Papá
Coronel Moscardó: Un beso muy fuerte. Hijo mío.
Coronel Moscardó, dirigiéndose al Jefe de milicias: Puede ahorrarse el plazo que me ha dado, puesto que el Alcázar no se rendirá jamás.

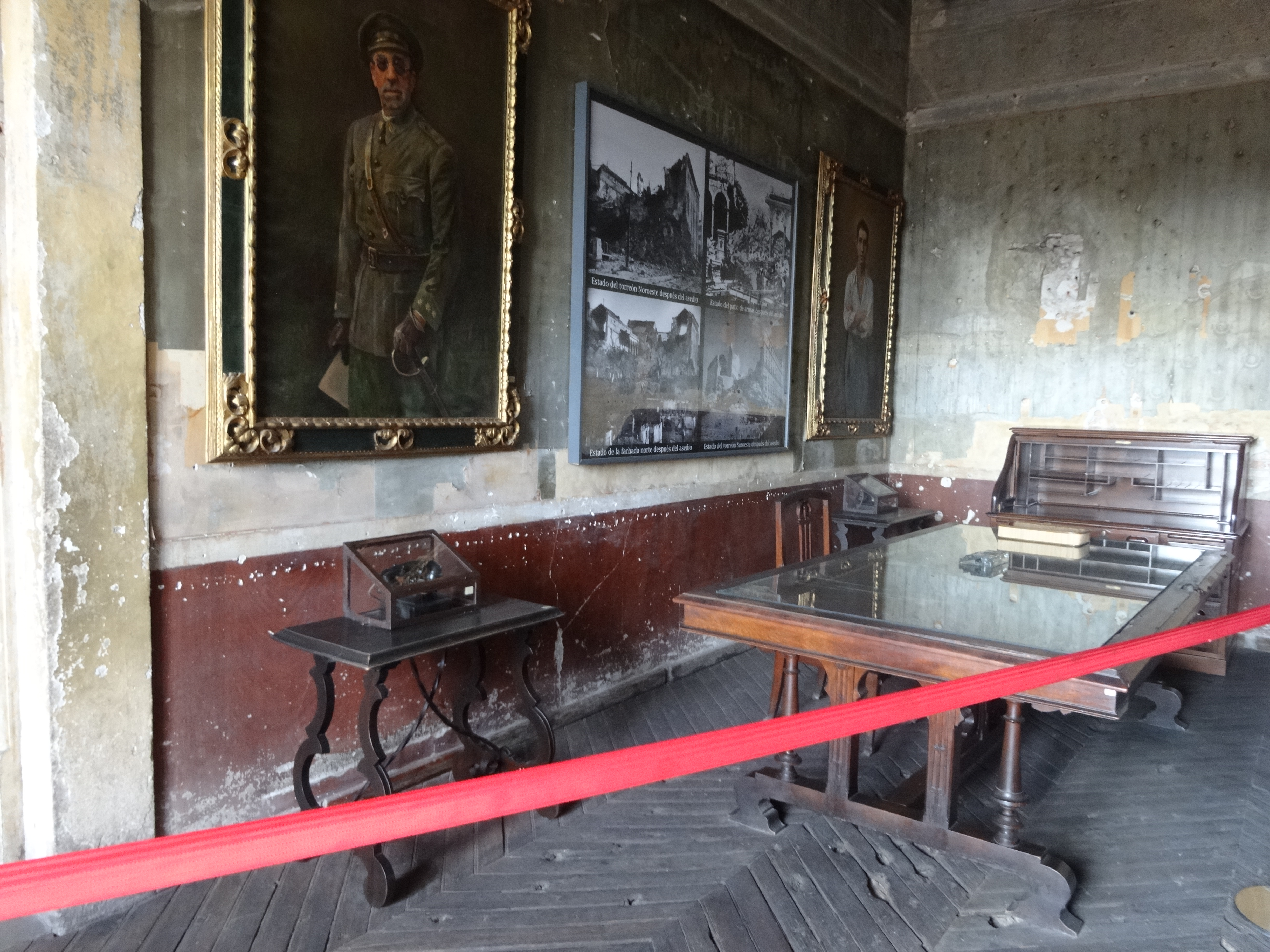
Sala de mando del Alcázar donde el coronel Moscardó recibió la llamada en la que el jefe de milicias le conminaba a rendirse o de lo contrario matarían a su hijo Luis. En la pared está colgado un retrato de Moscardó.

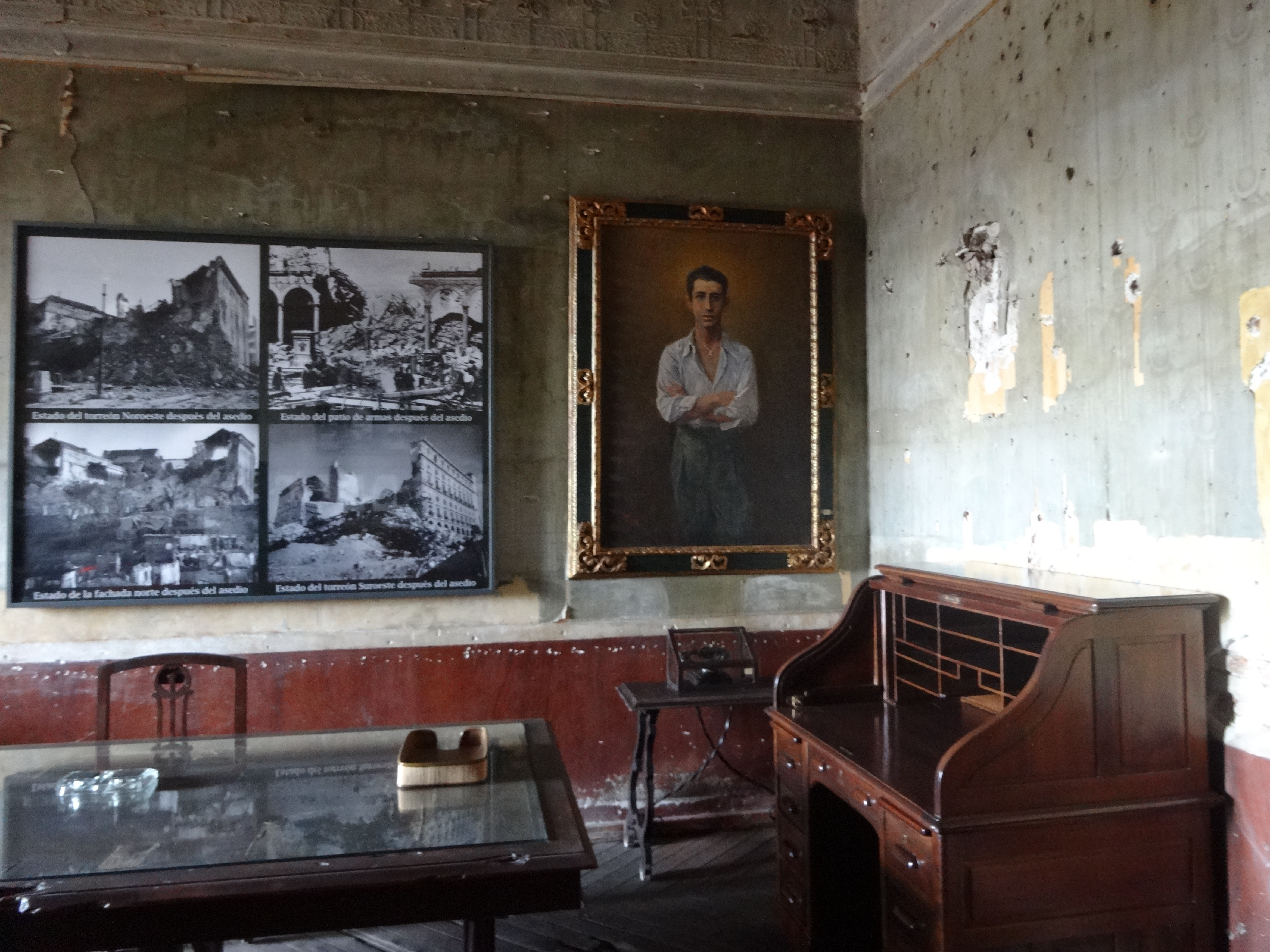
La sala de mando del Alcázar vista desde otro ángulo. Como una pieza del Museo del Ejército se conserva tal como quedó tras el asedio. Aparece un retrato del hijo del Moscardó.

Nada más colgar, el hijo de Moscardó fue ejecutado. Según otras versiones murió antes de que colgara por lo que Moscardó pudo oír el disparo por el auricular (esta es la versión que se utilizará en la película propagandista franquista de 1940 Sin novedad en el Alcázar). Esta historia fue la que difundió la propaganda y la historiografía franquistas durante la guerra y durante toda la dictadura convirtiendo al coronel Moscardó, ascendido después a general, en un héroe. Su historia se equiparó con la de Guzmán el Bueno, un héroe de la Reconquista, que vivió una situación similar. Arrojó un puñal a los musulmanes que sitiaban Tarifa para que cumplieran su amenaza de matar a su hijo al que tenían preso porque él no estaba dispuesto a rendir la plaza. Más tarde Moscardó acabará recibiendo de parte del Generalísimo Franco el título de Conde del Alcázar de Toledo, lo que fue celebrado en el siguiente soneto:

Dotado, como el Cid, de recia hombría,
flor de lealtad y heroísmo insuperado,
en llama vuestro amor más exaltado
su patriotismo santo refulgía.
Con vuestro gesto de alta valentía
que de Gloria el Alcázar ha inundado,
en su inmortal Historia habéis entrado
lleno de majestad y gallardía.
Erais padre a la vez que fiel guerrero,
a vuestro hijo lo hicieron prisionero
y víctima si vos no erais rendido...
Os sentisteis morir en tal instante,
partido el corazón ¡pero adelante!
y el Alcázar, al fin, no fue abatido...

En los muros de la cuesta de acceso al Alcázar se erigió en 1940 una lápida con el escudo franquista y con aditamentos ornamentales como remaches y laureles con la siguiente inscripción en honor de Moscardó:

AL HEROICO GENERAL
D. JOSÉ MOSCARDÓ
LA CIUDAD IMPERIAL
Año MCMXL.

El franquista Manuel Aznar en su Historia militar de la guerra de España comenzaba así su relato sobre lo sucedido en el Alcázar:

Lector: vamos a entrar en un recinto sacratísimo ―si me permito la palabra―, no solo para los españoles, sino para todo hombre civilizado. La pluma tiembla y el ánimo vacila antes de iniciar los relatos del fabuloso heroísmo y de la universal hazaña que entre los muros del Alcázar tuvieron su escenario. No se sabe aún, ni se sabrá jamás, cómo pudo suceder aquello. Un puñado de españoles superaron durante sesenta y ocho días todos los esfuerzos y sacrificios de que es capaz la humana especie. Ni en la historia de los tiempos pasados ni en las crónicas de los presentes se ha escrito página más extraordinaria. Y no ha de escribirse en los venideros otra que tenga más brillo ni mayor hondura. (...) Ante el Alcázar de Toledo, la rodilla se dobla y la frente se inclina reverente hacia la tierra. De aquellos muros destrozados nace un raro fulgor celeste que ciega e ilumina al mismo tiempo. En estos tiempos de bajo vuelo de las almas, el Alcázar de Toledo es para toda la Humanidad un lugar de ejemplo y de redención. ¡Honor y veneración a los héroes, por los siglos de los siglos!

El franquismo convirtió las ruinas del Alcázar de Toledo en uno de los «lugares del martirio», en expresión de Zira Box, en el que «las muestras visibles del “terror rojo” se mantenían como prueba esplendorosa de la guerra, de la barbarie del enemigo, y de la muerte gloriosa sobre la que se cimentaba la Victoria». Así el Alcázar se convirtió en el ejemplo máximo de la «ruina heroica». Para ello por una orden del ministro del Ejército del 9 de noviembre de 1940 (BOE, 15-XI-1940) quedó constituido el Patronato de las Ruinas del Alcázar de Toledo. En el preámbulo de la orden se decía lo siguiente:

La importancia de tan preciada reliquia nacional, como es el Alcázar de Toledo, requiere asistencia especial para su conservación y cuidado, con el fin de que pueda perpetuar dignamente la epopeya que sus heroicos defensores realizaron en defensa de nuestra Cruzada. Por ello, procede la constitución de un Organismo que, bajo la dependencia de este Ministerio, atienda, no solo al cuidado de las gloriosas ruinas, sino a la realización de todas cuantas obras se precisen para realzarlas.

En un artículo publicado en el diario falangista Arriba el 11 de agosto de 1939 con el título «Ruinas gloriosas» se decía que aquella «inmensa y gloriosa ruina» era «un santuario del heroísmo militante, un circo egregio de la nueva fe amanecida sobre España, un lugar sagrado de peregrinaje» porque el Alcázar en ruinas era el «testimonio grandilocuente de una España resucitada», «la fe que perdura sobre la carne que se desmorona, el espíritu que resucita sobre la tragedia de unas ruinas que han quedado santificadas por el dolor y las lágrimas y el heroísmo de unos hombres que rescataron para España su capacidad creadora, la auténtica espiritualidad sublimada». «De entre estas ruinas ungidas como Cristo glorificado, del sepulcro salió en un alba de resurrección pascual el espíritu imperial de la España encallada en los bajíos de la podredumbre moral y política».

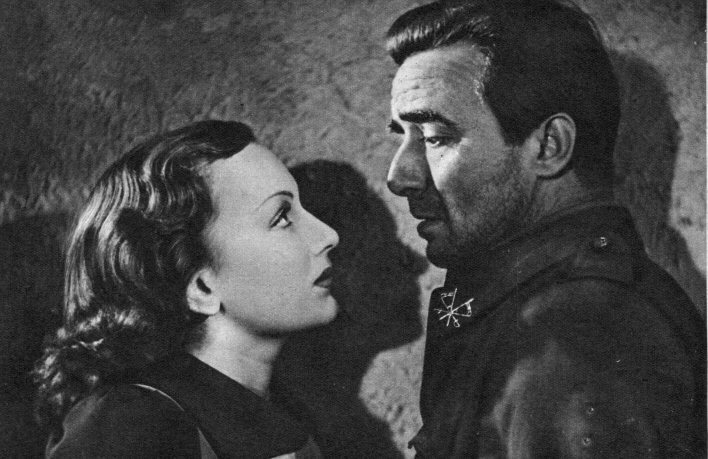
Fotograma de la película Sin novedad en el Alcázar (1940).

En septiembre de 1939 se conmemoró el tercer aniversario de la liberación del Alcázar, el primero tras la Victoria, con una misa de campaña oficiada por el cardenal Isidro Gomá en un altar levantado en el centro de las ruinas.  Ese mismo año el general Franco inauguró la Sala de los Caídos en la que estarían siempre encendidos dos cirios en recuerdo de los que habían muerto defendiendo el Alcázar. También se alzó una cruz en medio de las ruinas.  En 1961 se inauguró el monumento en conmemoración de la gesta de los defensores del Alcázar.
En 1940 se rodó una película propagandística sobre el episodio del asedio. Se tituló Sin novedad en el Alcázar (L’assedio dell’Alcazar), y en ella se ensalzaban el numantinismo y los valores de la causa. El director Augusto Genina se propuso responder a El acorazado Potemkin, «film de la revolución destructora», con el episodio del Alcázar, «una revolución constructiva». Rodada en Cinecittà con asesores españoles, la cinta obtuvo la Copa Mussolini en la Mostra de Venecia de 1940.

### La historia
El primero en poner en cuestión el relato oficial fue el periodista norteamericano Herbert Matthews en un libro publicado en 1957 titulado The Yoke and the Arrows (‘El Yugo y las Flechas’) que trataba sobre la guerra civil española que él había vivido como corresponsal de The New York Times y que como tal había estado presente en Toledo en el momento de la liberación del Alcázar. El libro ―prohibido en España― fue atacado inmediatamente por la prensa española, especialmente el pasaje dedicado a lo que los franquistas consideraban la mayor epopeya de la  «Cruzada»: el asedio y liberación del Alcázar de Toledo. Por eso el presidente de la asociación de la prensa de Madrid y embajador de Franco, Manuel Aznar, escribió rápidamente una réplica que se publicó ese mismo año con el título El Alcázar no se rinde. Se tradujo al inglés (The Alcázar will not Surrender) y se distribuyó con profusión. En él Aznar reiteraba la versión oficial de la historia del Alcázar y atacaba a Matthews. El publicista franquista Rafael Calvo Serer sostuvo que Matthews después de leer el folleto de Aznar rectificó su postura, pero esto fue desmentido por la edición británica de su libro, publicada después del folleto de Aznar, en la que Matthews mantuvo lo que había escrito: «Quizá sea una pena destruir una narración de tanta belleza como la del Alcázar, pero estoy firmemente convencido de que la Historia terminará con ella de una forma tan rotunda como lo hizo con el mito de George Washington y el cerezo».
En 1963 el exiliado Antonio Vilanova Fuentes publicó en México La defensa del Alcázar de Toledo, epopeya o mito  ―una obra valorada al año siguiente por Herbert R. Southworth como «el estudio más completo realizado sobre el incidente del Alcázar»―. En el libro  se ponía de nuevo en duda la historia oficial y entre otras cosas señalaba que el famoso jefe miliciano Cándido Cabello, descrito por los franquistas como un feroz revolucionario, era en realidad un respetable abogado, antiguo decano del Colegio de Abogados de la ciudad y que Moscardó lo conocía, lo que pondría en cuestión la verosimilitud de la versión franquista de la supuesta conversación que mantuvieron ambos por teléfono. Una investigación de 2004 confirmó que Cándido Cabello era efectivamente el jefe local de Izquierda Republicana y secretario del colegio de abogados de Toledo en el momento que ocurrieron los hechos. En el libro también se cuestionaba el papel desempeñado por Moscardó en el asedio pues señalaba al teniente coronel de la Guardia Civil Pedro Romero Basart como el verdadero jefe del Alcázar. Asimismo mencionaba que Moscardó se había encerrado en el Alcázar llevándose consigo entre 50 y 100 rehenes.

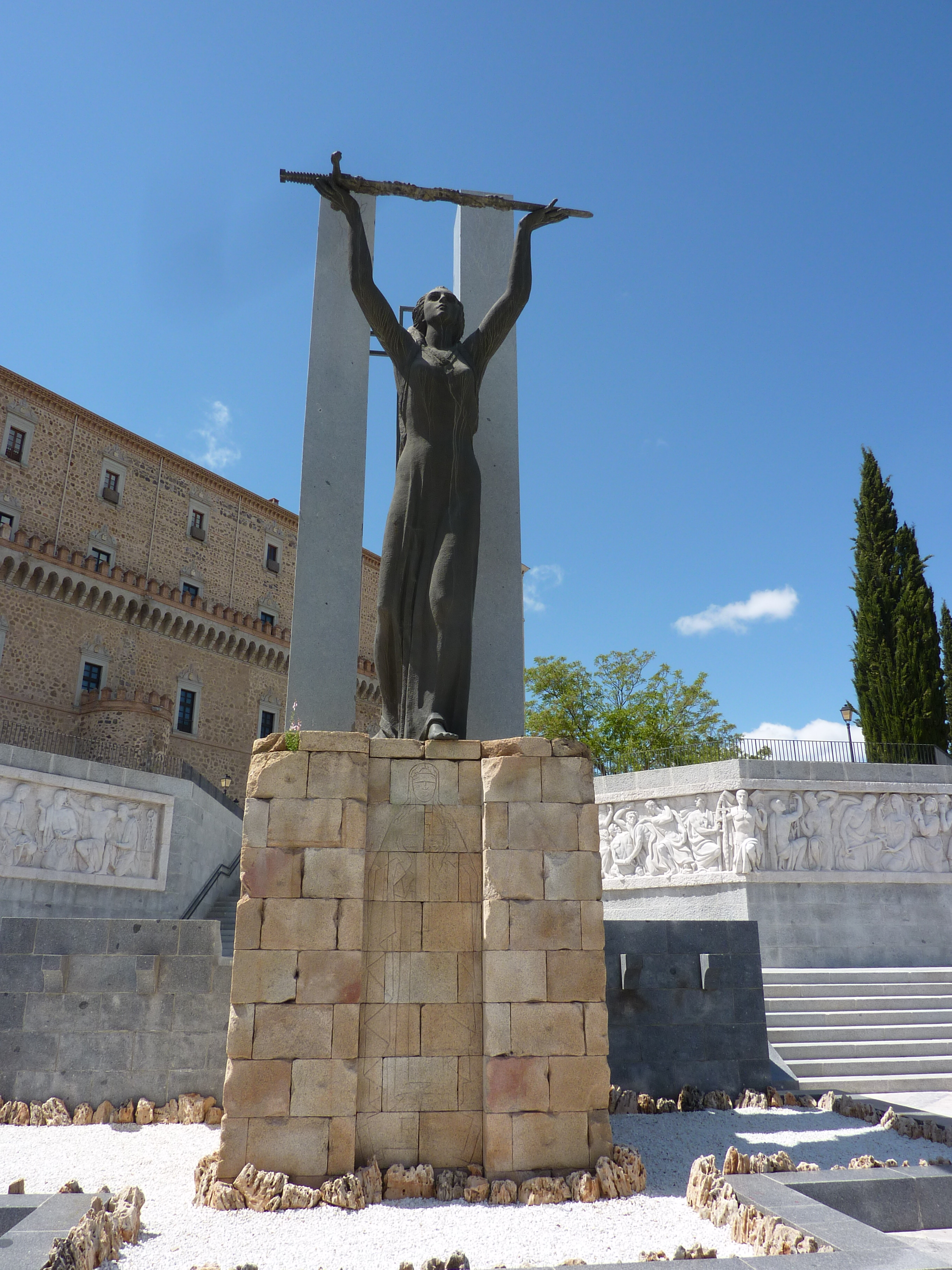
Monumento en honor de los defensores del Alcázar inaugurado en 1961 por el general Franco.

En 1964 se publicó la crítica más completa de la historia oficial de lo que había sucedido en el Alcázar de Toledo: el libro de Herbert R. Southworth El mito de la cruzada de Franco publicado en París por la editorial Ruedo Ibérico ―y prohibido en España, como los libros de Matthews y de Vilanova Fuentes; de hecho Southworth fue llamado «desvergonzado payaso», «menopáusico» y «pobre hombre» por un afamado historiador franquista―. Para Southworth la historia del Alcázar, que calificaba de leyenda, era un fraude, basándose sobre todo en el hecho de que el hijo de Moscardó no murió tras colgar el teléfono su padre sino treinta y un días más tarde, el 23 de agosto, y en unas circunstancias completamente diferentes. Fue víctima de una saca junto a otros presos como represalia por un bombardeo de la aviación franquista. «Incluso en el caso de que se hubiesen proferido amenazas de matar a Luis Moscardó, esta jamás se cumplió; y si la amenaza no se cumplió, la leyenda del Alcázar cae por su propio peso», escribió Southworth. Además cuando Moscardó una vez liberado el Alcázar se enteró por un vecino de Toledo que le dio el pésame de que su hijo había muerto se sorprendió ―«Me quedé como atontado al oírlo», escribió―. «Tendría que haberse sorprendido solo en el caso de que hubiese encontrado a su hijo con vida», escribe Southworth.
Southworth también cuestionó otros aspectos de la «leyenda». Sostuvo que no estaba claro que hubiera sido Luis Moscardó el que hablara por teléfono con su padre ya que la mayor parte de los periódicos y libros dijeron que Luis tenía 17 o 18 años, cuando en realidad tenía 24. Además un testigo que estuvo presente en la conversación, pero que no pudo escuchar de qué hablaron, escribió que Moscardó había hablado con «su hijo, un muchacho de unos quince años», sin especificar su nombre ¿Pudo ser, por tanto, el otro hijo de Moscardó, Carmelo, que tenía 16, el que habló con su padre?, se preguntaba Southworth. Como Carmelo no fue fusilado no podía servir de «mártir a la causa franquista como Luis, el fusilado».
Por otro lado, Southworth volvió a resaltar, como ya había hecho Vilanova Fuentes, que de la historia oficial se había eliminado el hecho de que Moscardó se había encerrado en el Alcázar llevándose rehenes consigo, algo reconocido por el propio Moscardó tras la liberación del Alcázar ―tomamos «varios izquierdistas como rehenes», escribió― y recogido en El Alcázar, el diario de la fortaleza tirado en multicopista, en el que se menciona en varias ocasiones al «jefe de vigilancia de los prisioneros». A diferencia de Vilanova Fuentes, Southworth no daba ninguna cifra sobre el número de rehenes, aunque sugería que podrían ser unos cincuenta. Southworth advirtió también de que Moscardó rechazó hasta tres veces la posibilidad de que fueran evacuados las mujeres y los niños ―ante el comandante Rojo, ante el canónigo Vázquez Camarasa y ante el embajador de Chile―. A diferencia de la historiografía profranquista que atribuyó la negativa a que las mujeres y los niños preferían seguir con sus maridos y padres, Southworth lo achacó al deseo de Moscardó de utilizar a las mujeres y a los niños como escudos porque sabía que su presencia «impediría la violencia de los asaltantes», lo que explicaría que su propia familia y las de casi todos los oficiales encerrados se hubieran quedado fuera. Así, para Southworth, Moscardó estaba «lejos de ser el héroe irreprochable presentado por la fantasía franquista» sino que «era un veterano brutal que no solo había llevado a la fortaleza a mujeres en condición de rehenes, sino que no consintió que las mujeres y los niños, parientes de los ocupantes del Alcázar, abandonasen la fortaleza, ni siquiera con protección diplomática». Además, según Southworth, «la historia de la resistencia del Alcázar ha sido burdamente abultada» porque en realidad «no pasó nada extraordinario en el Alcázar, teniendo en cuenta que se trataba de una guerra». «Los hombres que luchaban en el interior del Alcázar estaban mejor protegidos que la mayoría de los que combatían en el resto de España. Eran soldados profesionales en una sólida fortaleza asediada por soldados inexpertos… Hubo ciertamente más muertos entre los sitiadores que entre los defensores».
Southworth concluyó que la invención de la leyenda se debió a la necesidad que tenían los rebeldes de ganar la batalla de la opinión pública internacional que en septiembre de 1936 estaban perdiendo. «Las noticias de la matanza de Badajoz y otras crueldades perpetradas por el Ejército de África no daban buena publicidad. La historia del asedio, la juventud de los cadetes, el sufrimiento de las mujeres y los niños, el sacrificio personal de Moscardó, todo ello representaba un buen material propagandístico para los periódicos de todo el mundo».

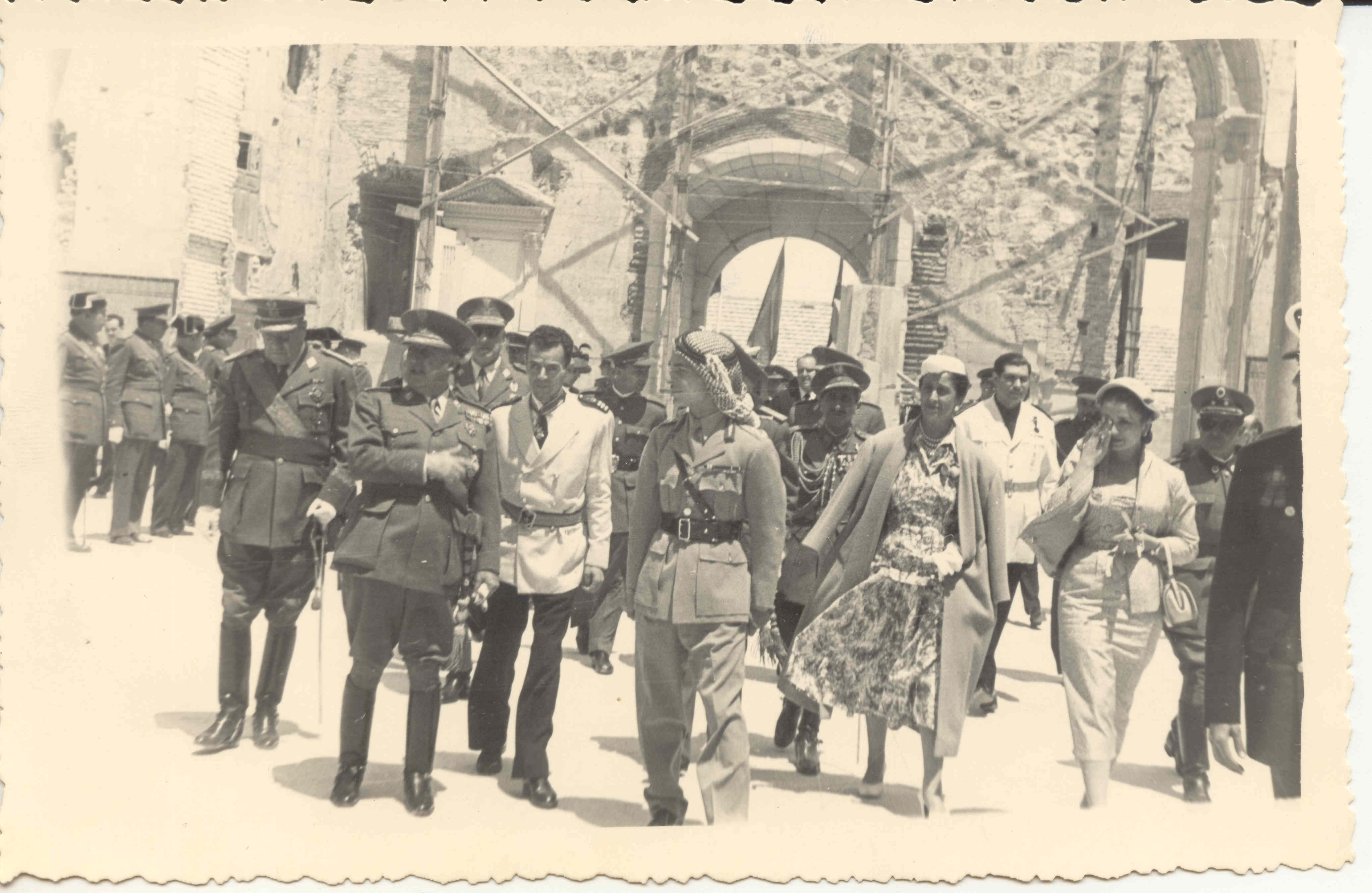
Franco y Moscardó acompañan al rey Hussein de Jordania en su visita a las ruinas del Alcázar de Toledo. 1954. En el franquismo era frecuente que en el viaje a España de un dignatario extranjero se incluyera un recurrido por las ruinas del Alcázar de Toledo.

En 1967 desde su exilio en París Luis Quintanilla Isasi, que había participado en el asedio al Alcázar, publicó en la editorial Ruedo Ibérico un libro titulado Los rehenes del Alcázar de Toledo donde puso también en cuestión la versión oficial del asedio al Alcázar de Toledo y el, según afirmó, mito montado en torno al mismo —el libro no fue publicado en España hasta el año 2015, en una edición a cargo de Esther López Sobrado—. En el libro Quintanilla expuso la poca relevancia que tenía la fortaleza —valoración compartida recientemente por el historiador británico Paul Preston— y lo desequilibrado de los bandos enfrentados. Además ponía en valor los más de los 500 familiares, en su mayoría mujeres y niños, que quedaron encerrados en la fortaleza y que, según el autor, sirvieron de rehenes. Según el historiador británico Paul Preston, que Quintanilla contabilizara como rehenes a las mujeres y a los niños se debió a los comentarios que le hizo el comandante Manuel Uribarri y sobre todo al hecho de que Moscardó se negara a trasladarlos a un lugar seguro. «Unos de buena gana, otros no tanto, le servían como escudos humanos, puesto que su presencia disuadía a los republicanos de atacar la fortaleza. Al parecer obligaban a las mujeres y los niños a quedarse junto a las ventanas», afirma Preston.
El libro de Quintanilla en su edición original de 1967 acababa así: «Considero una obligación, un deber moral que aclaremos nuestra historia para que prevalezca la verdad, y no que admitamos que se pretenda encubrir una infamia con el manto del heroísmo. Pensando en los inocentes rehenes del Alcázar de Toledo, víctimas de los militares rebeldes, he escrito estas páginas». El libro, prohibido en España y que levantó ampollas entre los sectores franquistas, llegaba a afirmar que la conversación telefónica en la que se instaba al coronel Moscardó a rendir el Alcázar si no quería que fusilasen a su hijo no existió.
Las afirmaciones de Quintanilla intentaron ser refutadas por dos libros aparecidos posteriormente: el de Alfonso Bullón de Mendoza y Luis Eugenio Togores El Alcázar de Toledo, final de una polémica (1997), en el que se utilizaron las cartas que Moscardó escribió a su esposa durante el asedio, aparecidas en la década de los 90 entre la documentación que conservaba María Moscardó, hija del general, y en el que se afirmaba que Moscardó habló con un solo interlocutor y que este le amenazó con fusilar a su hijo si no rendía el Alcázar, y el de Lorenzo  Morata En el Asedio del Alcázar de Toledo ¿Fui yo un rehén? (2016), testimonio de quien siendo niño vivió el asedio desde dentro del Alcázar.
En 1995 Isabelo Herreros publicó El Alcázar de Toledo. Mitología de la cruzada de Franco (Madrid, Vosa) con prólogo de Herbert Southworth, en el que calificaba de mito la epopeya franquista sobre el asedio y liberación del Alcázar. Este libro aportaba una importante novedad: la versión de uno de los milicianos que estaban junto al hijo de Moscardó cuando se produjo la conversación entre ambos, muy diferente a la divulgada por la propaganda franquista:

LUIS: Papá, piensa bien en lo que estás diciendo y haz caso de sus indicaciones, pues me pueden matar a mí.
MOSCARDÓ: Pues bien, es lo que haría yo con los cobardes como tú, Luis, y me quedaría el recuerdo de que por cobarde te han matado.

«El muchacho comenzó a llorar y yo le dije que se tranquilizara, que no se preocupase porque no le iba a suceder nada, que con todo lo que creyera su padre, no le pasaría nada y que ni a él ni a nadie íbamos a matar», afirmó este miliciano.
En 1998 el profesor de la Universidad Rovira i Virgili Alberto Reig Tapia volvía a cuestionar el relato franquista en un artículo publicado en la Revista de Estudios Políticos titulado “El asedio del Alcázar: mito y símbolo político del franquismo” en el que consideraba el asedio del Alcázar de Toledo como el mito franquista por antonomasia. En el artículo afirmaba la vigencia de la crítica hecha a la historia oficial hacía 34 años por Herbert Southworth a quien mostraba su admiración y calificaba como «uno de los analistas más lúcidos del mito del Alcázar». Como Southworth, consideraba clave el hecho de que el hijo de Moscadó no hubiera sido ejecutado tras la conversación telefónica que mantuvieron ambos, sino treinta y un días después y en unas circunstancias completamente diferentes ―murió junto a otros presos como consecuencia de una saca perpetrada en represalia por el bombardeo de la aviación del bando sublevado que causó víctimas civiles, entre ellas mujeres y niños―. Añadía el hecho de que Luis Moscardó era un«hombre de talante liberal, [que] no se llevaba bien con su padre con el que discutía a menudo por su cerrado conservadurismo y espíritu autoritario», lo que cuestionaría «al menos en sus versiones más oficiales, si no el contenido de la conversación mantenida entre padre e hijo, sí su ‘’tono’’». Como Southworth, Reig Tapia también afirmaba que Moscardó no pensó que los  milicianos de Toledo cumplirían sus amenazas ―«Moscardó conocía a Cándido Cabello desde antes de encerrarse en el Alcázar», dice Reig Tapia―, como lo demostraría el hecho de que se sorprendiera cuando le dieron el pésame por la muerte de su hijo tras la liberación del Alcázar. Reig Tapia aporta una nueva prueba que Southworth no pudo utilizar. Una carta que Moscardó envió a su mujer dos días después de la llamada:

No te quiero decir la amargura que tengo sabiendo que nuestro hijo está en poder de esa gente. Ya sabrás que el jefe me llamó por teléfono el día 23 y me dijo que si en el término de diez minutos no nos rendíamos, lo mandaba fusilar, y por si yo dudaba, le hizo venir al teléfono y hablara conmigo para convencerme de que era él. Excuso decirte, mi hijo de mi alma, me habló con voz tranquila, y yo espero que no sean tan crueles que quieran vengarse en la persona de mi hijo, completamente inocente en esta causa, y no pase de una amenaza, pero no obstante no puedo estar confiado.

Reig Tapia también alude a que la historia oficial franquista no incluyó las 35 deserciones que se produjeron durante el asedio y que Moscardó consignó en su diario. Y sobre la existencia de rehenes en el Alcázar, Reig Tapia añade que fueron fusilados y sus cuerpos utilizados como parapetos.